# Corydoras melini
Corydoras melini — вид сомоподібних риб з роду Коридорас підродини Corydoradinae родини Панцирні соми. Інші назви «тюрбановий коридорас», «діагоналевий коридорас», «навскісносмугий коридорас». У природі поширений у річках Південної Америки; утримують також в акваріумах.

## Опис
Завдовжки досягає 5 см. Голова невеличка. Очі відносно великі, дещо овальні. Рот завернуто додолу. Є 3 пари крихітних вусиків. Тулуб кремезний. Самці зверху виглядають стрункішими за самиць. Спинний плавець складається з 1 жорсткого і 7 м'яких променів. Грудні плавці — 1 жорсткого і 9 м'яких променів. Жировий плавець крихітний. Хвостовий плавець широкий, помірно розрізаний, з 9 м'якими променями.
На голові зверху донизу (через очі) проходить чорна смуга. Зяброві кришки мають золотавий відлив. Від спинного плавця до нижньої сторони хвостового плавця навскіс проходить широка чорна смуга.

## Спосіб життя
Є демерсальною рибою. Воліє до прісної та чистої води. Утворює невеличкі косяки. Більшу частину тримається дна. Вдень ховається серед рослин або попід камінням. Активний у присмерку та вночі. Живиться дрібними ракоподібними, комахами, хробаками, детритом.
Самиця відкладає 2-4 яйця до черевних плавців, де їх протягом 30 секунд запліднює самець. після цього самиця прикріплює до листя. Загалом таким чином відкладається і запліднюється до 100 ікринок. Про кладку самець і самиця не турбуються.

## Розповсюдження
Поширений у річках Папурі, Ваупес (притоки Ріо-Негро) і Какета (приток річки Мета) — в межах Бразилії та Колумбії.

## Утримання в акваріумі
Мінімальний об'єм акваріума — 40 літрів, в оздобленні повинні бути різноманітні укриття (корчі, рослини тощо). Рекомендують тримати зграйкою не менше 5—6 особин. Невибагливі в утриманні. Оптимальними параметрами води є: 22–27 °C, dGH 4—18°, pH 6,5—7,5. Потрібна фільтрація води та її регулярна заміна.